# شورلت کوروت زد۰۶ جی‌تی‌۳.آر
شورلت کوروت زد۰۶ جی‌تی‌۳.آر یک خودروی مسابقه‌ای خودروی جی‌تی است که توسط مهندسین پرت میلر و شورلت طراحی و ساخته شده است تا به ترتیب در مسابقات ال‌ام‌جی‌تی۳ (لمانز جی‌تی‌۳) و جی‌تی‌دی و جی‌تی‌دی پرو (گرند تورینگ دیتونا) در مسابقات جهانی استقامتی و مسابقات قهرمانی خودروهای ورزشی ایمسا شرکت کند. این خودرو مطابق با مشخصات گروه جی‌تی۳ ساخته شد، اولین حضور این خودرو در مسابقه دیتونا ۲۴ ساعته ۲۰۲۴ اتفاق افتاد. 